# Rimini Football Club 2022-2023
Questa voce raccoglie le informazioni riguardanti il Rimini Football Club nelle competizioni ufficiali della stagione 2022-2023.

## Stagione
Nella stagione 2022-2023 il neopromosso Rimini torna tra i professionisti, dopo aver disputato due stagioni in Serie D, con un 5º posto nel 2020-2021 ed aver vinto il girone D della Serie D con 87 punti nella scorsa stagione. La squadra romagnola ha disputato il girone B del campionato di Serie C, nel quale ha raccolto 47 punti con il nono posto finale. Nei Play-off ha incrociato il Pontedera nel primo turno, che si è imposto (2-1). I biancorossi allenati dal confermato Marco Gaburro, tecnico che li ha riportati in terza serie, partono forte in campionato, al termine del girone di andata hanno 31 punti e virano in ottava posizione, poi nel girone di ritorno perdono alcune posizioni, mantenendo un onorevole nono posto. Nella Coppa Italia di Serie C superano il primo turno vincendo (0-1) ad Ancona, nel secondo turno superano (2-1) nel derby il Cesena, negli ottavi pareggiano (2-2) al Neri con il L.R. Vicenza, poi sono eliminati ai rigori (2-4) dai vicentini.

## Rosa
| N. |                    | Ruolo | Calciatore               |
| -- | ------------------ | ----- | ------------------------ |
| 1  | Italia (bandiera)  | P     | Cesare Galeotti          |
| 3  | Albania (bandiera) | D     | Kevin Haveri             |
| 4  | Romania (bandiera) | C     | Andrei Tanasa (capitano) |
| 5  | Italia (bandiera)  | C     | Simone Pasa              |
| 6  | Italia (bandiera)  | D     | Tommaso Panelli          |
| 7  | Italia (bandiera)  | C     | Simone Tonelli           |
| 8  | Italia (bandiera)  | C     | Andrea Delcarro          |
| 9  | Italia (bandiera)  | A     | Federico Mencagli        |
| 10 | Italia (bandiera)  | A     | Gianmarco Gabbianelli    |
| 11 | Italia (bandiera)  | A     | Giammario Piscitella     |
| 12 | Italia (bandiera)  | P     | Andrea Zaccagno          |
| 13 | Italia (bandiera)  | D     | Vasco Regini             |
| 15 | Italia (bandiera)  | D     | Nicolò Gigli             |
| 16 | Italia (bandiera)  | A     | Mattia Rossetti          |
| 19 | Italia (bandiera)  | A     | Simone Rosso             |

| N. |                    | Ruolo | Calciatore         |
| -- | ------------------ | ----- | ------------------ |
| 20 | Italia (bandiera)  | A     | Diego Accursi      |
| 22 | Italia (bandiera)  | P     | David Lazzarini    |
| 23 | Italia (bandiera)  | C     | Mattia Sandri      |
| 24 | Italia (bandiera)  | A     | Marcello Sereni    |
| 25 | Italia (bandiera)  | D     | Nicholas Allevi    |
| 26 | Italia (bandiera)  | A     | Kevin Biondi       |
| 27 | Italia (bandiera)  | D     | Lorenzo Laverone   |
| 29 | Italia (bandiera)  | A     | Claudio Santini    |
| 31 | Italia (bandiera)  | D     | Nicola Pietrangeli |
| 32 | Italia (bandiera)  | D     | Niccolò Tofanari   |
| 38 | Italia (bandiera)  | C     | Matteo Rossetti    |
| 44 | Francia (bandiera) | C     | Steeve-Mike Eyango |
| 83 | Italia (bandiera)  | C     | Matteo De Rinaldis |
| 91 | Italia (bandiera)  | A     | Michele Vano       |

## Calciomercato

### Sessione estiva(dall'1/7 all'1/9)
| Acquisti | Acquisti | Acquisti | Acquisti |
| R.       | Nome     | da       | Modalità |
| -------- | -------- | -------- | -------- |

| Cessioni | Cessioni | Cessioni | Cessioni |
| R.       | Nome     | a        | Modalità |
| -------- | -------- | -------- | -------- |

### Sessione invernale (dal 1/1 al 31/1)
| Acquisti | Acquisti | Acquisti | Acquisti |
| R.       | Nome     | da       | Modalità |
| -------- | -------- | -------- | -------- |

| Cessioni | Cessioni | Cessioni | Cessioni |
| R.       | Nome     | a        | Modalità |
| -------- | -------- | -------- | -------- |

## Risultati

### Serie C

#### Girone di andata
| Arbitro: | Ramondino (Palermo) |

|             |           |          |
| Gorelli 62’ | Marcatori | 18’ Vano |

| Arbitro: | Giordano (Novara) |

|  |           |             |
|  | Marcatori | 24’ Corazza |

| Arbitro: | Bonacina (Bergamo) |

|  |           |                        |
|  | Marcatori | 12’ Sereni 76’ Santini |

| Arbitro: | Scarpa (Collegno) |

|                                  |           |  |
| Santini 17’ (rig.), 56’ Vano 37’ | Marcatori |  |

| Arbitro: | Gangi (Enna) |

|                                |           |                      |
| Bianchimano 20’ Mastalli 45+1’ | Marcatori | 90+2’ (rig.) Santini |

| Arbitro: | Leone (Barletta) |

|                                      |           |  |
| Gabbianelli 56’ Santini 90+2’, 90+5’ | Marcatori |  |

| Arbitro: | Scatena (Avezzano) |

|                        |           |                           |
| Pietrangeli 70’ (aut.) | Marcatori | 4’ Tonelli 9’ Gabbianelli |

| Arbitro: | Kumara (Verona) |

|                                                          |           |  |
| Gabbianelli 4’, 13’ Delcarro 20’ Santini 25’ (rig.), 65’ | Marcatori |  |

| Siena 19 ottobre 2022, ore 20:30 CEST 9ª giornata | Siena          | 0 – 0 referto | Rimini | Stadio Artemio Franchi (2 742 spett.)\| Arbitro: \| Saia (Palermo) \| |
| Arbitro:                                          | Saia (Palermo) |               |        |                                                                       |

| Arbitro: | Pezzopane (L'Aquila) |

|                             |           |                                       |
| Delcarro 35’ S. Rosso 90+2’ | Marcatori | 28’ Giandonato 62’ (rig.) Fischnaller |

| Arbitro: | Pascarella (Nocera Inferiore) |

|  |           |                |
|  | Marcatori | 88’ D'Ambrosio |

| Arbitro: | Milone (Taurianova) |

|             |           |  |
| Aurelio 43’ | Marcatori |  |

| Arbitro: | Madonia (Palermo) |

|             |           |             |
| Delcarro 7’ | Marcatori | 45+1’ Sanat |

| Arbitro: | Marotta (Sapri) |

|  |           |              |
|  | Marcatori | 19’ Delcarro |

| Arbitro: | Tremolada (Monza) |

|                                   |           |  |
| A. Montalto 20’ Lanini 61’ (rig.) | Marcatori |  |

| Arbitro: | Di Cicco (Lanciano) |

|                      |           |             |
| Santini 3’, 37’, 81’ | Marcatori | 30’ Zagnoni |

| Arbitro: | Lovison (Padova) |

|                         |           |              |
| Stronati 67’ Frison 88’ | Marcatori | 61’ Delcarro |

| Arbitro: | Gauzolino (Torino) |

|                         |           |               |
| Delcarro 72’ Tanasa 75’ | Marcatori | 70’ Simonetti |

| Arbitro: | Pirrotta (Barcellona Pozzo di Gotto) |

|  |           |          |
|  | Marcatori | 8’ Gigli |

#### Girone di ritorno
| Arbitro: | Maccarini (Arezzo) |

|             |           |                            |
| Santini 39’ | Marcatori | 24’ Marzierli 78’ F. Russo |

| Arbitro: | Perri (Roma) |

|             |           |  |
| Prestia 84’ | Marcatori |  |

| Arbitro: | Di Marco (Ciampino) |

|                     |           |                                            |
| Matti. Rossetti 53’ | Marcatori | 18’, 56’ Merkaj 49’ Rada 90+3’ L. Morosini |

| Arbitro: | Mirabella (Napoli) |

|             |           |             |
| Ragatzu 71’ | Marcatori | 86’ Santini |

| Arbitro: | Vergaro (Bari) |

|          |           |              |
| Vano 47’ | Marcatori | 18’ Mastalli |

| Arbitro: | Grasso (Ariano Irpino) |

|  |           |             |
|  | Marcatori | 5’ Delcarro |

| Arbitro: | Diop (Treviglio) |

|  |           |           |
|  | Marcatori | 55’ Arena |

| Pesaro 12 febbraio 2023, ore 14:30 CET 27ª giornata | Vis Pesaro              | 0 – 0 referto | Rimini | Stadio Tonino Benelli (2 079 spett.)\| Arbitro: \| Mastrodomenico (Matera) \| |
| Arbitro:                                            | Mastrodomenico (Matera) |               |        |                                                                               |

| Rimini 19 febbraio 2023, ore 14:30 CET 28ª giornata | Rimini        | 0 – 0 referto | Siena | Stadio Romeo Neri (2 600 spett.)\| Arbitro: \| Ubaldi (Roma) \| |
| Arbitro:                                            | Ubaldi (Roma) |               |       |                                                                 |

| Arbitro: | Rispoli (Locri) |

|                        |           |                         |
| Fischnaller 54’ (rig.) | Marcatori | 80’ Biondi 81’ Mencagli |

| Arbitro: | Renzi (Pesaro) |

|                                     |           |              |
| Imperiale 7’ Capello 23’ Energe 76’ | Marcatori | 21’ Mencagli |

| Arbitro: | Angelucci (Foligno) |

|          |           |              |
| Vano 74’ | Marcatori | 13’ Nicastro |

| Sassari 14 marzo 2023, ore 21:00 CET 32ª giornata | Torres             | 0 – 0 referto | Rimini | Stadio Vanni Sanna (1 800 spett.)\| Arbitro: \| Bozzetto (Bergamo) \| |
| Arbitro:                                          | Bozzetto (Bergamo) |               |        |                                                                       |

| Arbitro: | Canci (Carrara) |

|               |           |                  |
| Tonelli 90+3’ | Marcatori | 57’, 89’ Carpani |

| Arbitro: | Monaldi (Macerata) |

|                            |           |                                 |
| Santini 45+4’ Delcarro 76’ | Marcatori | 83’ Djamanca 90+2’ Guglielmotti |

| Arbitro: | Kumara (Verona) |

|            |           |                |
| Zanini 41’ | Marcatori | 36’ Piscitella |

| Arbitro: | Taricone (Perugia) |

|             |           |              |
| Delcarro 8’ | Marcatori | 78’ Bondioli |

| Arbitro: | Gandino (Alessandria) |

|                                         |           |  |
| Di Massimo 15’ Spagnoli 70’ Martina 85’ | Marcatori |  |

| Arbitro: | Angelillo (Nola) |

|             |           |           |
| Santini 32’ | Marcatori | 44’ Pérez |

### Play-off
| Arbitro: | Sfira (Pordenone) |

|                        |           |             |
| Nicastro 4’ Cioffi 10’ | Marcatori | 34’ Santini |

### Coppa Italia Serie C

#### Turni eliminatori
| Arbitro: | Djurdjevic (Trieste) |

|  |           |             |
|  | Marcatori | 67’ Santini |

| Arbitro: | Giaccaglia (Jesi) |

|                         |           |               |
| Santini 23’ (rig.), 53’ | Marcatori | 56’ Brambilla |

#### Fase finale
| Arbitro: | Vergaro (Bari) |

|                                         |                      |                                |
| Laverone 83’                            | Marcatori            | 90+4’ Ierardi                  |
| Delcarro Matte. Rossetti Tonelli Tanasa | Tiri di rigore 2 – 4 | Ronaldo Stoppa Jimenez Ierardi |

## Statistiche

### Statistiche di squadra
Aggiornate all' 11 maggio 2023
| Competizione         | Punti | In casa | In casa | In casa | In casa | In casa | In casa | In trasferta | In trasferta | In trasferta | In trasferta | In trasferta | In trasferta | Totale | Totale | Totale | Totale | Totale | Totale | D.R. |
| Competizione         | Punti | G       | V       | N       | P       | Gf      | Gs      | G            | V            | N            | P            | Gf           | Gs           | G      | V      | N      | P      | Gf     | Gs     | D.R. |
| -------------------- | ----- | ------- | ------- | ------- | ------- | ------- | ------- | ------------ | ------------ | ------------ | ------------ | ------------ | ------------ | ------ | ------ | ------ | ------ | ------ | ------ | ---- |
| Serie C              | 47    | 19      | 5       | 8       | 6       | 28      | 22      | 19           | 6            | 7            | 6            | 16           | 21           | 38     | 11     | 14     | 13     | 43     | 41     | +2   |
| Coppa Italia Serie C | -     | 2       | 1       | 1       | 0       | 3       | 2       | 1            | 1            | 0            | 0            | 1            | 0            | 3      | 2      | 1      | 0      | 4      | 2      | +2   |
| Playoff Serie C      | -     | 0       | 0       | 0       | 0       | 0       | 0       | 1            | 0            | 0            | 1            | 1            | 2            | 1      | 0      | 0      | 1      | 1      | 2      | -1   |
| Totale               | -     | 21      | 6       | 9       | 6       | 31      | 24      | 21           | 7            | 6            | 8            | 18           | 23           | 42     | 13     | 15     | 14     | 48     | 45     | +3   |

### Andamento in campionato
| Giornata  | 1  | 2  | 3 | 4 | 5 | 6 | 7 | 8 | 9 | 10 | 11 | 12 | 13 | 14 | 15 | 16 | 17 | 18 | 19 | 20 | 21 | 22 | 23 | 24 | 25 | 26 | 27 | 28 | 29 | 30 | 31 | 32 | 33 | 34 | 35 | 36 | 37 | 38 |
| --------- | -- | -- | - | - | - | - | - | - | - | -- | -- | -- | -- | -- | -- | -- | -- | -- | -- | -- | -- | -- | -- | -- | -- | -- | -- | -- | -- | -- | -- | -- | -- | -- | -- | -- | -- | -- |
| Luogo     | T  | C  | T | C | T | C | T | C | T | C  | C  | T  | C  | T  | T  | C  | T  | C  | T  | C  | T  | C  | T  | C  | T  | C  | T  | C  | T  | T  | C  | T  | C  | C  | T  | C  | T  | C  |
| Risultato | N  | P  | V | V | P | V | V | V | N | N  | P  | P  | N  | V  | P  | V  | P  | V  | V  | P  | P  | P  | N  | N  | V  | P  | N  | N  | V  | P  | N  | N  | P  | N  | N  | N  | P  | N  |
| Posizione | 11 | 15 | 9 | 6 | 8 | 6 | 5 | 3 | 3 | 4  | 7  | 8  | 10 | 9  | 10 | 9  | 10 | 8  | 8  | 9  | 10 | 10 | 10 | 10 | 9  | 11 | 10 | 10 | 9  | 10 | 10 | 10 | 10 | 10 | 10 | 10 | 10 | 10 |

Legenda:

Luogo: C = Casa; T = Trasferta. Risultato: V = Vittoria; N = Pareggio; P = Sconfitta.